# Henri Rey-Flaud
Henri Rey-Flaud (1940), és un psicoanalista i professor francès. És professor emèrit de Literatura Francesa i Psicoanàlisi a la Universitat Paul-Valéry Montpellier 3.

## Estudis i treballs
Llicenciat en l'École Normale Supérieure (ENS) (promoció de 1962 en Lletres) i professor associat de Lletres, va presentar en 1970, a la Universitat de París, una tesi doctoral en Lletres titulada Recherches sur la disposition du lieu dramatique dans le théâtre religieux, à la fin du Moyen Âge et au xvie siècle. (Investigacions sobre la disposició del lloc dramàtic al teatre religiós, des del final de l'Edat Mitjana fins al segle xvi).
donLes seves obres romanen arrelades a la literatura, tenint en compte la psicoanàlisi i va donar suport el 1990, a la Universitat d'Estrasburg, a una tesi pública titulada La Psychanalyse entre fantasme et vérité: sens et fonction du texte littéraire dans son rapport à la théorie et à la clinique psychanalytiques (La psicoanàlisi entre la fantasia i la veritat: significat i funció del text literari en el seu informe a la teoria i a la clínica psicoanalítiques). Les seves investigacions tracten sobretot l'accés al llenguatge en les problemàtiques autístiques, i va publicar L'enfant qui s'est arrêté au seuil du langage (El nen que es va aturar al llindar del llenguatge), concebut com una síntesi de «la història i la gènesi dels diferents enfocaments de l'autisme» segons una perspectiva psicoanalítica.
És autor d'una vintena de llibres sobre literatura i psicoanàlisi. A L'autiste et son miroir: Alice parmi nous (L'autisme i el seu mirall: Alícia entre nosaltres), «amplia el seu estudi de la inversió autista a altres inversions: esquerrans, dislèxics, personatges amb visió binocular, quequesa o estrabisme».

## Principals obres
- Le cercle magique: essai sur le théâtre en rond à la fin du Moyen Âge, Paris, Gallimard, 1973.
- Pour une dramaturgie du Moyen Âge, Paris, Puf, 1980.
- La névrose courtoise, Paris, Navarin, Bibliothèque des Analytica,1983.
- Comment Freud inventa le fétichisme et réinventa la psychanalyse, Paris, Payot, 1994.
- Le chevalier, l'autre et la mort, Paris, Payot & Rivages, 1996.
- L'éloge du rien: pourquoi l'obsessionnel et le pervers échouent là où l'hystérique réussit, Paris, Le Seuil, 1996.
- Le Sphinx et le Graal: le secret et l'énigme, Paris, Payot & Rivages, 1998.[6]
- Autour du «Malaise dans la culture» de Freud, amb Jacques Le Rider, Michel Plon & Gérard Roulet, Paris, Puf, 1998.
- Le démenti pervers: Le refoulé et l'oublié, Paris, Aubier, 2002.
- Et Moïse créa les juifs... : le testament de Freud, Paris, Aubier, 2006.
- Les enfants de l'indicible peur, Paris, Aubier, 2010.
- L'enfant qui s' est arrêté au seuil du langage: comprendre l'autisme, Paris, Flammarion, 2010.
- Sortir de l'autisme: parents, ces vérités qu’on vous cache, Paris, Flammarion, 2013.
- Le délire et les rêves dans «Gradiva» de W. Jensen, Sigmund Freud, Paris, Le Seuil, col. «Points», 2013.
- Je ne comprends pas de quoi vous me parlez: pourquoi refusons-nous parfois de reconnaître la réalité?, Paris, Aubier, 2014.
- L'autiste et son miroir: Alice parmi nous, Paris, Campagne Première, 2017, ISBN 978-2372060271.